# Люсі Мортон
Люсі Мортон (англ. Lucy Morton; 23 лютого 1898 — 26 серпня 1980) — британська плавчиня.
Олімпійська чемпіонка 1924 року.